# Calcul de la puissance d'une turbine type éolien ou hydrolienne
 (novembre 2020).
Si vous disposez d'ouvrages ou d'articles de référence ou si vous connaissez des sites web de qualité traitant du thème abordé ici, merci de compléter l'article en donnant les références utiles à sa vérifiabilité et en les liant à la section « Notes et références ».
La puissance d'une turbine de type éolien ou hydrolienne peut être déterminée à partir du calcul de l’énergie cinétique et du calcul de l'énergie potentielle de son fluide moteur.
La limite de Betz, coefficient de puissance maximale théorique, est définie uniquement à partir du calcul de l’énergie cinétique.
Les grandes éoliennes sont arrêtées quand le vent est trop fort, non parce qu'elles produisent trop, mais parce que leurs pales subissent des contraintes trop importantes, dues à des forces surfaciques. Il est possible de transformer ces contraintes en récupération d'énergie supplémentaire, par exemple par une turbine à portance active (voir vidéo)[source insuffisante].

## Préliminaire

### Pour un régime stationnaire

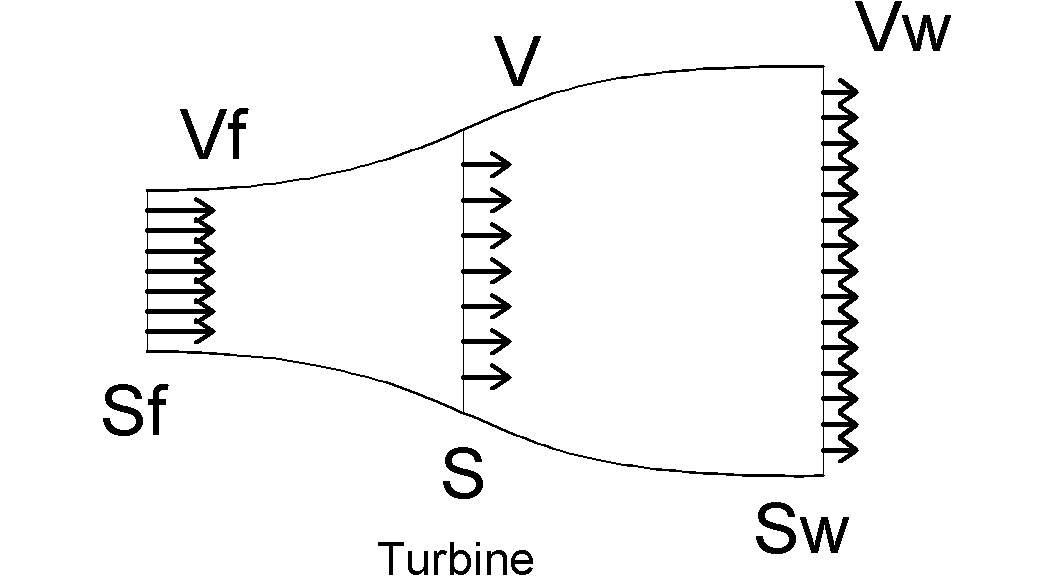
Veine de courant.
: vitesse du fluide en amont.
: vitesse du fluide au niveau de la turbine.
: vitesse du fluide dans le sillage au loin.

En régime stationnaire, la vitesse du fluide est constante dans le temps : {\displaystyle ~~{\frac {\mathrm {d} V}{\mathrm {d} t}}=0}.
Il en vient (voir schéma ci-contre), par conservation du débit, l'équation de continuité {\displaystyle S_{f}V_{f}=SV=S_{w}V_{w}}

### Énergie, puissance et force cinétiques
(L'indice c pour « cinétique » est utilisé.)
{\displaystyle E_{\text{c}}=m~{\frac {v^{2}}{2}}\quad ~~P_{\text{c}}={\frac {\mathrm {d} E_{\text{c}}}{\mathrm {d} t}}={\frac {\mathrm {d} m}{\mathrm {d} t}}{\frac {v^{2}}{2}}+{\frac {1}{2}}m{\frac {\mathrm {d} v^{2}}{\mathrm {d} t}}\quad ~~{\frac {\mathrm {d} v}{\mathrm {d} t}}=0\quad ~~dm=\rho Svdt\quad ~~P_{\text{c}}={\frac {1}{2}}\rho Sv^{3}\quad ~~F_{\text{c}}={\frac {P_{\text{c}}}{v}}={\frac {1}{2}}\rho ~S~v^{2}}

### Énergie, puissance et force potentielles
(L'indice p pour « potentiel » est utilisé.)
{\displaystyle E_{\text{p}}=m~{\frac {p}{\rho }}\quad ~~P_{\text{p}}={\frac {\mathrm {d} E_{\text{p}}}{\mathrm {d} t}}={\frac {\mathrm {d} m}{\mathrm {d} t}}{\frac {p}{\rho }}+m{\frac {1}{\rho }}~{\frac {\mathrm {d} p}{\mathrm {d} t}}\quad ~~{\frac {\mathrm {d} p}{\mathrm {d} t}}=0\quad ~~dm=\rho Svdt\quad ~~P_{\text{p}}=Svp\quad ~~F_{\text{p}}={\frac {P_{\text{p}}}{v}}=pS}

## Calcul de la puissance d'une turbine (éolienneouhydrolienne)

### Calcul de la puissance à partir de l'énergie cinétique
La force appliquée sur le rotor est {\displaystyle F_{\text{c}}=m{\frac {\mathrm {d} V}{\mathrm {d} t}}={\frac {\mathrm {d} m}{\mathrm {d} t}}\Delta V=\rho SV(V_{f}-V_{w})}
{\displaystyle P_{\text{c}}=F_{\text{c}}V=\rho SV^{2}(V_{f}-V_{w})}
{\displaystyle P_{\text{c}}={\frac {\Delta E}{\Delta t}}={\frac {1}{2}}\rho SV(V_{f}^{2}-V_{w}^{2})}
D'après des deux dernières équations, on en déduit {\displaystyle V={\frac {V_{f}+V_{w}}{2}}}
En définissant a tel que {\displaystyle V=aV_{f}\quad ~~0\leq a\leq 1\quad ~~V_{w}=V_{f}(2a-1)\quad ~~{\text{comme}}~~V_{w}\geq 0\quad a\geq {\frac {1}{2}}}
{\displaystyle P_{\text{c}}=4a^{2}(1-a){\frac {1}{2}}\rho SV_{f}^{3}}, on pose {\displaystyle C_{\text{c}}=4a^{2}(1-a)}
Recherche de la puissance cinétique maximale (limite de Betz) :
{\displaystyle {\frac {\mathrm {d} P_{\text{c}}}{\mathrm {d} t}}=0\quad ~~a(2-3a)=0\quad ~~{\text{comme}}~~a\geq {\frac {1}{2}}\quad ~~a={\frac {2}{3}}\quad ~~C_{\text{c}}={\frac {16}{27}}=C_{\text{Betz}}~\approx 60\;\%}

### Calcul de la puissance à partir de l'énergie potentielle
La différence de pression est égale à 
{\displaystyle (p_{f}-p_{w})={\frac {1}{2}}\rho (V_{w}^{2}-V_{f}^{2})=-{\frac {1}{2}}\rho V_{f}^{2}4a(1-a)\quad ~~avec\quad ~~V_{w}=V_{f}(2a-1)\quad ~~V=aV_{f}}
Cette différence pression exerce sur la surface de la turbine une force {\displaystyle |F_{\text{p}}|=|p_{f}-p_{w}|S}
La puissance de cette force due à la différence de pression est égale à 
{\displaystyle |P_{p}|=|p_{f}-p_{w}|SV=a(p_{f}-p_{w})SV_{f}=4a^{2}(1-a){\frac {1}{2}}\rho SV_{f}^{3}\quad ~~,on~~pose\quad ~~C_{p}=4a^{2}(1-a)}

### Contraintes dues à la pression
La pression appliquée sur la surface du rotor se traduit par des contraintes internes au rotor.
Pour une turbine à axe horizontal, la pression exerce sur les pales du rotor une contrainte de flexion quel que soit l'angle de rotation{\displaystyle ~~\beta }.
{\displaystyle {\frac {\mathrm {d} \sigma }{\mathrm {d} \beta }}=0\quad ~~\sigma ~:~{\text{contrainte}}}
Pour une turbine à axe vertical, la pression exerce sur les pales du rotor une contrainte qui varie en fonction de l'angle de rotation. (Pour une turbine type Darrieus, les bras supportant les pales sont comprimés pendant un demi-tour et pendant l'autre demi-tour, les bras sont étendus.)
{\displaystyle {\frac {\mathrm {d} \sigma }{\mathrm {d} \beta }}\neq 0\quad ~~{\frac {1}{2\pi }}\int _{0}^{2~\pi }\sigma d\beta ~~\approx ~~0\quad |\sigma _{\text{maxi}}|\approx |\sigma _{\text{mini}}|} (approximation grossière)

### Calcul de la puissance totale d'une turbine
La différence de pression p exerce sur la turbine des contraintes. Ces contraintes sont la source d'une énergie. Cette énergie est de l'énergie potentielle. La différence de pression dépend de la vitesse du fluide. (Plus la pression augmente, plus les contraintes augmentent)
Pour une turbine à axe vertical, comme l'énergie potentielle varie en fonction de l'angle de rotation et n'est pas nulle, il est possible de convertir de l'énergie potentielle en énergie cinétique.
La puissance totale de la turbine est égale à {\displaystyle P_{\text{T}}=(C_{\text{c}}+C_{\text{p}}){\frac {1}{2}}\rho SV_{f}^{3}\quad ~~~C_{\text{p}}\leq C_{\text{c}}\quad ~~~(C_{\text{c}}+C_{\text{p}})\leq 2~(4a^{2}(1-a))}
En posant {\displaystyle C_{\text{T}}~=~(C_{\text{c}}+C_{\text{p}})}, La puissance totale de la turbine est égale à {\displaystyle P_{\text{T}}=C_{\text{T}}{\frac {1}{2}}\rho SV_{f}^{3}}
Pour une turbine à axe horizontal, {\displaystyle {\frac {\mathrm {d} \sigma }{\mathrm {d} \beta }}=0\quad ~~{\frac {\mathrm {d} E_{\text{p}}}{\mathrm {d} \beta }}=0\quad ~~C_{\text{T}}=(C_{\text{c}}+C_{\text{p}})\quad ~avec\quad ~~C_{\text{c}}\leq 4a^{2}(1-a)\quad ~~et\quad ~~C_{\text{p}}=0}
Pour une turbine à axe vertical sans système de conversion,  {\displaystyle C_{\text{T}}=(C_{\text{c}}+C_{\text{p}})\quad ~avec\quad ~~C_{\text{c}}\leq 4a^{2}(1-a)\quad ~~et\quad ~~C_{\text{p}}=0}
Pour une turbine à axe vertical avec un système de conversion, {\displaystyle C_{\text{T}}=(C_{\text{c}}+C_{\text{p}})\quad ~avec\quad ~~C_{\text{c}}\leq 4a^{2}(1-a)\quad ~~et\quad ~~C_{\text{p}}~\leq ~4a^{2}(1-a)}

### Comparatif du coefficient de puissance de différentes turbines
D'après la figure comparative établie par E. Hau[réf. incomplète],
- pour une turbine à axe horizontal (HAWT pour Horizontal Axis Wind Turbine en anglais) à allure rapide, le coefficient de puissance est d'environ 80 % du celui d'Albert Betz ;
- pour une turbine à axe vertical (VAWT pour Vertical Axis Wind Turbine en anglais) de type Darrieus, le coefficient de puissance est d'environ 70 % du celui de Betz.

#### Calcul des différents coefficients de puissance totale

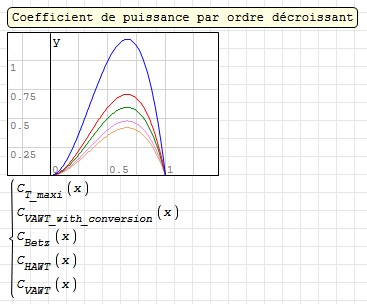
Comparaison du coefficient de puissance de différentes turbines.

En fonction du type de turbine et en imposant la valeur {\displaystyle {\frac {2}{3}}\approx 0,7} à a. 
{\displaystyle C_{\text{c}}=4a^{2}(1-a)\approx 60\;\%\quad ~~C_{\text{p}}=4a^{2}(1-a)\approx 60\;\%}
Pour une turbine à axe horizontal, {\displaystyle C_{\text{T-HAWT}}=0,8C_{\text{c}}\approx 48\;\%}
Pour une turbine à axe vertical sans un système de conversion, {\displaystyle C_{\text{T-VAWT}}=0,7C_{\text{c}}\approx 42\;\%}
Pour une turbine à axe vertical avec un système de conversion, {\displaystyle C_{\text{T-VAWT-conversion}}=0,7C_{\text{c}}+0,6~~0,7C_{\text{p}}\approx 67\;\%}
En considérant un rendement de 60 % pour la conversion d'énergie potentielle en énergie mécanique, les coefficients de puissance de différents types de turbines peuvent être comparés (voir figure),,,,,.

#### Calcul du gain de puissance d'une turbine VAWT avec un système de conversion par rapport à une turbine HAWT
Le gain est égal à {\displaystyle {\frac {C_{\text{T-VAWT-conversion}}-C_{\text{T-HAWT}}}{C_{\text{T-HAWT}}}}={\frac {0,7C_{\text{c}}+0,6~~0,7C_{\text{p}}-0,8C_{\text{c}}}{0,8C_{\text{c}}}}\approx 40\;\%}